# Torre Espacial

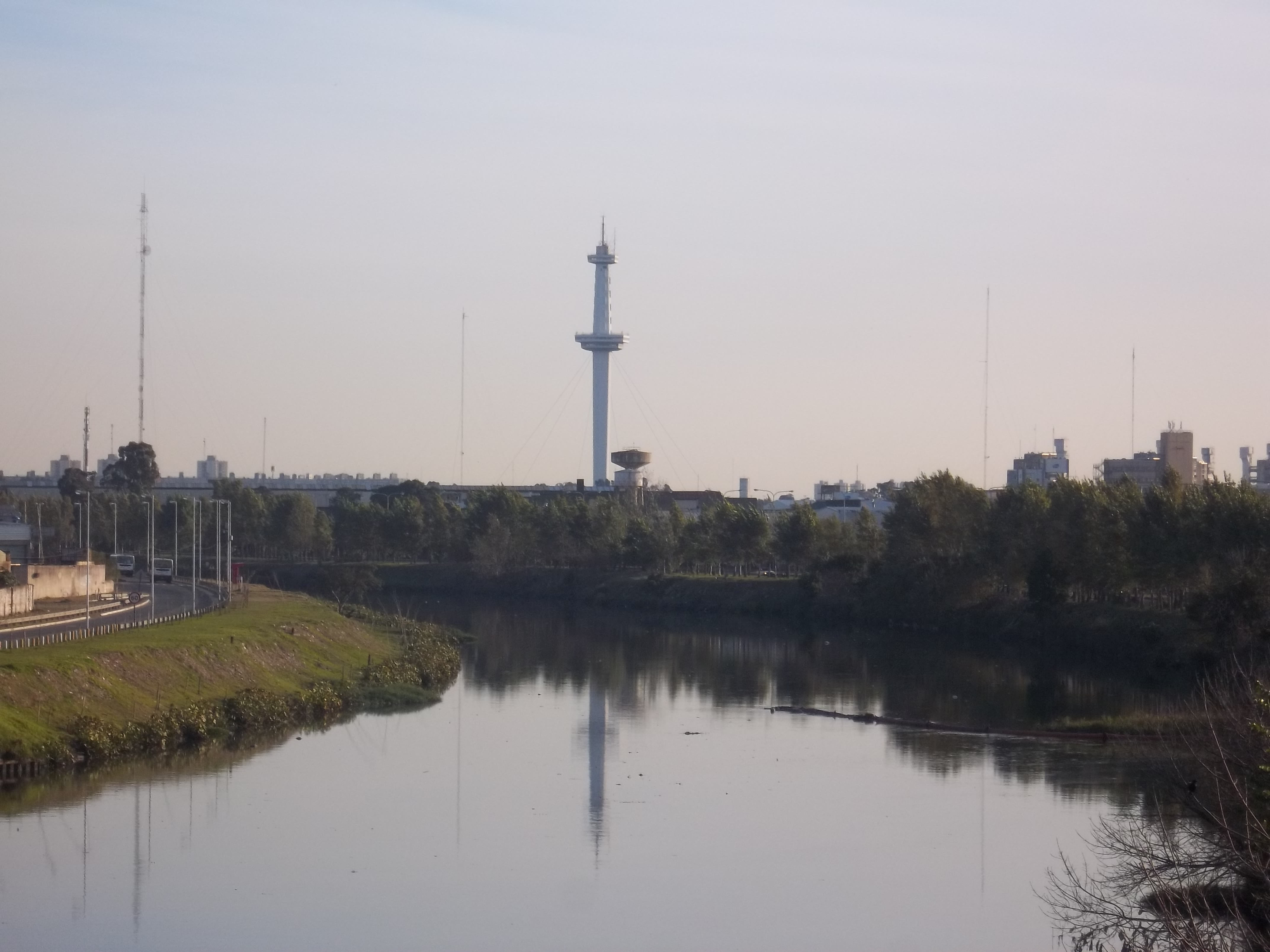
Torre del Parque de la Ciudad vista desde el Puente Alsina sobre el Riachuelo.

La Torre Espacial, también conocida como Torre de Interama o Torre de la Ciudad, es una torre ubicada en el «Sector Futuro» del Parque de Diversiones de la Ciudad de Buenos Aires, ex Parque Interama, perteneciente al barrio porteño de Villa Soldati de la Ciudad de Buenos Aires, Argentina.Actualmente su antena transmite la señal de El Observador 107.9 y Canal 26 para toda Buenos Aires. Cuenta con una altura de 228 m.
Fue la construcción más alta de Argentina hasta la inauguración de la Alvear Tower en 2019, rascacielos que la supera en 11 metros (239 m).
Fue declarada Monumento integrante del Patrimonio Cultural de la Ciudad de Buenos Aires por Ley N.º 3860/11, en la Legislatura Porteña.
Luego de su restauración, el 26 de noviembre de 2011 se llevó a cabo la reapertura del mirador de la Torre Espacial que se encontraba fuera de servicio desde noviembre de 2003.

## Construcción

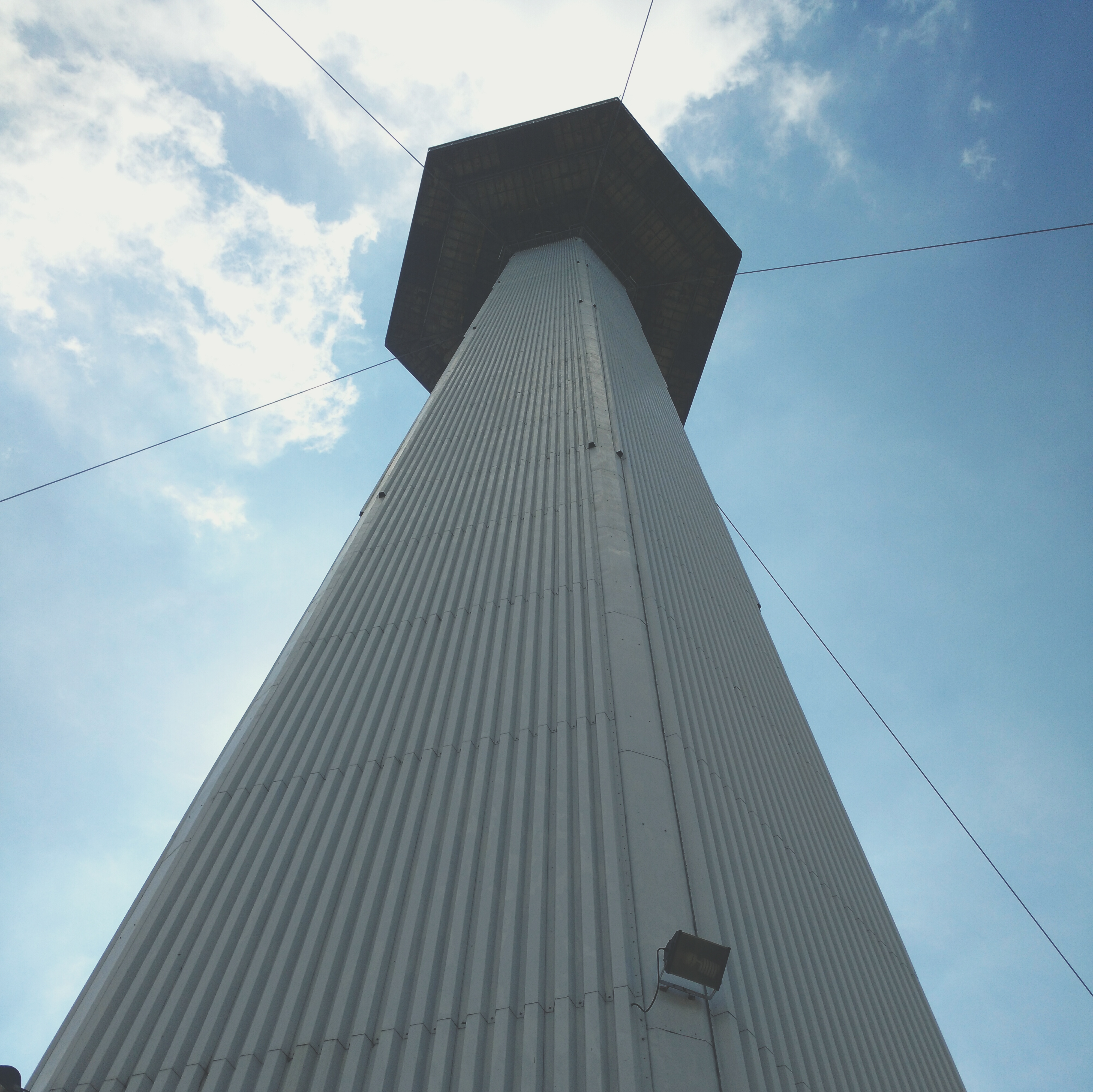
Imagen de la Torre Espacial tomada desde la planta baja

Fabricada por Waagner-Biro en Austria en 1979, construida durante 1980 y 1982 e inaugurada al público el 9 de julio de 1985, se encuentra fundada a 30 m bajo la superficie con 30 pilotes de 1 m de diámetro y 30 m de profundidad, hechos in situ en hormigón armado. La estructura emergente es totalmente de acero cincado y presenta un revestimiento de chapa de acero pintada de perfil trapezoidal remachada, que recubren un tronco de base hexagonal; para su asistencia estructural tiene 6 tensores. Aunque no hay datos fehacientes, un mito dice que el diseño de dicha torre está inspirando en una punta de lanza al cielo o una espada clavada en la tierra.

## Descripción
La estructura posee una altura total de 228 metros hasta su pináculo y es visible desde varios puntos del Gran Buenos Aires. Desde su plataforma más alta, la vista panorámica alcanza a los 80 km. Al mirador se llega mediante dos ascensores de alta velocidad con capacidad original para 35 personas cada uno, que realizan el recorrido en menos de un minuto. Había estado inactivo desde noviembre de 2003, pero a fines de 2010 se iniciaron las obras  de restauración de los ascensores y mirador, que fue reinaugurado el 26 de noviembre de 2011. La escalera interna tiene 1000 escalones y 45 descansos.

## Antena
La Antena de la estructura de la Torre Espacial es la encargada de llevar la señal para toda Buenos Aires de Radio Berlín 107.9 perteneciente a la productora "La Cornisa", de Luis Majul, operando desde 2019, y también la de Canal 26 perteneciente a la operadora Telecentro, de La Matanza.